# 松平忠張
松平 忠張（まつだいら ただはる）は、江戸時代中期の伊勢桑名藩の世嗣。官位は従四位下・飛騨守。

## 略歴
松平忠雅の六男として誕生。母は毛利綱広の娘・類。
父・忠雅の六男ではあったが、嫡出（正室の子）だったため継嗣となる。享保19年（1734年）に8代将軍・徳川吉宗に御目見した上、飛騨守に叙任されるも、家督相続前の元文3年（1738年）に早世した。法名は圓應元通乾龍院。
代わって、庶兄・忠刻が嫡子となった。